# Delbo
Delbo (яп. デルボ) — видеоигра в жанре головоломки, разработанная японской компанией Beyond Interactive. Первоначально была создана с помощью технологии Adobe Flash и выпущена для интернет-браузеров в 2009 году, а впоследствии перевыпущена для Nintendo DSi и устройств под управлением Android и iOS.
Представляет собой двухмерную игру-головоломку, в основе которой лежит механика группирования одинаковых элементов. Сюжет игры рассказывает о молодой девушке, которой необходимо разбивать разноцветные шары, чтобы воссоединиться со своим умершим возлюбленным.
Delbo получила сдержанные отзывы игровой прессы. Её критиковали за однообразность и схожесть с Magical Drop, Puzzle Bobble и другими головоломками, но хвалили за увлекательный игровой процесс.

## Игровой процесс

В «книжном» режиме на Nintendo DS игровое поле находится на правом экране.

Delbo — двухмерная игра-головоломка, в основе которой лежит группирование вместе одинаковых элементов. Игровое поле представляет собой прямоугольный стакан, в верхней части которого рядами появляются шары разных цветов. Целью игрока является очистка поля от шаров путём запуска вертикально вверх одного шара из нижней части экрана и группирование его с другими шарами такого же цвета. Когда запущенный шар достигает цели одинакового с ним цвета, все такие же шары, соприкасающиеся с ним, исчезают. Если же шар игрока сталкивается с шаром другого цвета, то исчезает только сам запущенный шар. Игра считается проигранной, если шары достигнут нижнего края поля.
Помимо запусков шаров вертикально вверх, игра предоставляет возможность притянуть ряд шаров на поле к себе. В таком случае игрок увеличивает для себя риск, приближая шары к нижнему краю, но при этом это даёт ему возможность изменить ситуацию на поле и создать более выигрышную комбинацию.
Помимо обычных шаров на поле есть особые «связывающие шары», вокруг которых светится гало. Такие шары способны убрать с поля соприкасающиеся с ними шары другого цвета. Уничтожение одновременно 10 или более шаров увеличивает «тайный счётчик». Когда показатель этого счётчика достигает максимума, у игрока появляется возможность запустить «тайный шар», который, попав на поле, убирает с экрана все шары одинакового с ним цвета.
Версия игры на платформе Nintendo DSi использует не очень распространённый «книжный» позиционный режим, при котором изображение на обоих экранах показывается вертикально в портретной ориентации, а саму приставку игрок держит как книгу. При этом для управления игрой используется только крестовина.

## Сюжет
В версии для Nintendo DSi в игре есть предыстория, которая в виде текста демонстрируется игроку перед началом сессии. Согласно сюжету игры, молодая девушка молилась небесам, чтобы вернуть своего погибшего возлюбленного. Молитвы героини были услышаны и её неожиданно со всех сторон окружили разноцветные шары. Голос с небес сказал ей, что эти шары представляют грехи её возлюбленного, которые она должна разбить, чтобы очистить его душу и воссоединиться с ним.

## Разработка и выпуск
Первая версия Delbo была создана с помощью технологии Adobe Flash и была выпущена для интернет-браузеров в 2009 году. Геймдизайнером и главном автором игры является Кадзумаса Хамамото. В качестве продюсера выступил Хитоси Акаси, а исполненное на клавесине музыкальное сопровождение создал Цукаса Тавада.
По заявлению разработчиков Beyond Interactive, флеш-версия пользовалась успехом. В 2010 году Delbo была портирована для Nintendo DSi и была выпущена через средство цифровой дистрибуции DSiWare в Японии 31 марта 2010 года. В новой версии была улучшена графика. В Европе и Северной Америке игра была выпущена 23 июня 2011 года компанией Neko Entertainment. 25 сентября 2013 года вышла версия для Android, а 23 октября того же года для iOS.

## Отзывы
| Иноязычные издания   | Иноязычные издания |
| Издание              | Оценка             |
| -------------------- | ------------------ |
| IGN                  | 5,5/10             |
| NintendoLife         | 6/10               |
| Digitally Downloaded | [ 10 ]             |

Обозреватель сайта NintendoLife Зак Каплан охарактеризовал Delbo как помесь Magical Drop или Ball Fighter с Tetris Attack. Он дал игре положительный отзыв и назвал геймплей игры как затягивающий, похвалив его динамичность, а также возможность тянуть к себе ряды шаров, которую он назвал «самоубийственной». Из негативных аспектов он назвал однообразность и тот факт, что игра никак не наказывает игрока, если он выбрасывает на поле шарик, который не соприкасается ни с одним шаром такого же цвета. Сюжет игры Каплан назвал «восхитительно нелепым». Мэтт Сейнсбери с Digitally Downloaded тоже хорошо отозвался о Delbo, хотя и назвал её при этом «стандартной головоломкой» с игровой механикой схожей с Puzzle Bobble. Он заявил, что игра обладает хорошим соотношением цены и качества и рекомендовал её всем любителям быстрых головоломок. Похвалу от журналиста так же получило необычное, по его мнению, для этого жанра музыкальное сопровождение сыгранное на клавесине.
Обозреватель IGN Лукас Томас написал игре сдержанную рецензию и назвал игру «бюджетным» клоном Magicag Drop. В своей статье он отметил, что необычная «книжная» ориентация сначала кажется в меру интересной, но при этом неоправданной, а через некоторое время становится неудобной. Он так же написал, что для него, как человека с дальтонизмом, жёлтые и зелёные шары почти не различимы, в результате чего играть в Delbo ему затруднительно.